# 吕迪格·赖歇
吕迪格·赖歇（德語：Rüdiger Reiche，1955年3月27日—），德国男子赛艇运动员。他曾代表东德参加1976年夏季奥林匹克运动会赛艇比赛，联同沃尔夫冈·居尔登普芬尼希、卡尔-海因茨·布瑟特和米夏埃尔·沃尔夫格拉姆获得男子四人双桨金牌。